# Procapra przewalskii
Procapra przewalskii är ett slidhornsdjur i släktet getgaseller som förekommer i Kina.

## Utseende
Arten liknar den tibetanska getgasellen i utseende men är något större. Individerna blir cirka 110 cm långa och därtill kommer en upp till 11 cm lång brun svans. Mankhöjden ligger mellan 50 och 70 cm. Vikten varierar mellan 17 och 32 kg. Pälsens färg är huvudsakligen gulbrun med ljusare kinder och extremiteter. Kännetecknande är en stor vit fläck på stjärten med en svart lodrätt strimma i mitten. De 18 till 26 cm långa hornen finns bara hos hannar. I motsats till tibetansk getgasell är hornens spetsar böjda inåt.

## Utbredning och habitat
Procapra przewalskii hade tidigare ett större utbredningsområde i nordvästra Kina men lever idag endast i sju från varandra skilda områden. Habitatet utgörs av stäpper på bergstrakter som kan vara 5 100 meter höga.

## Ekologi
Individerna är främst aktiva mellan skymningen och gryningen. De bildar vanligen utanför parningstiden mindre flockar som leds av en hanne. Andra hannar lever ensamma. I regioner där får och nötkreatur förekommer undviker getgasellerna kontakt med boskapsdjuren. Dessa getgaseller kan hoppa över hinder som är cirka en meter höga men de kan skada sig när de misstolkar barriärens höjd.
Födan utgörs av gräs, kvistar, löv och ibland andra växtdelar.
Parningen sker vanligen mellan december och februari och sedan lever honor i egna flockar. Efter dräktigheten som varar 5,5 till 6 månader föds en eller sällan två ungar. Honor blir efter ungefär 18 månader könsmogna. Livslängden är okänd men uppskattas med åtta år.

## Status
Arten hotas främst av habitatförstörelse på grund av regionens omvandling till jordbruksmark. Andra delar av stäppen torkar ut och blir öknar som är olämpliga för getgasellen. Vissa populationer finns i stora inhägnader och där fångas individerna lätt av vargar. IUCN uppskattar att beståndet av könsmogna individer är färre än 2 500 och listar arten som starkt hotad (EN).